# Mistrovství Evropy v plavání na otevřené vodě 2008
XI. mistrovství Evropy v plavání na otevřené vodě za rok 2008 proběhlo v Dubrovníku, Chorvatsko ve dnech 9. až 14. září 2008.
Další ročník mistrovství Evropy v plavání na otevřené vodě v roce 2010 proběhl v rámci mistrovství Evropy v plaveckých sportech.

## Česká stopa
Česko reprezentovalo 6 závodníků.
V závodě na 5 km žen startovalo 28 závodnic – Jana Pechanová (*1981) z KPSP Kometa Brno obsadila 9. místo. V plaveckém maratonu na 10 km žen startovalo 31 závodnic – Jana Pechanová (*1981) z KPSP Kometa Brno obsadila 17. místo.
V závodě na 5 km mužů startovalo 31 závodníků – Jan Pošmourný (*1988) z KPSP Kometa Brno obsadil 18. místo, Jakub Fichtl (*1984) z SK Radbuza Plzeň 19. místo a Tomáš Melichárek (*1990) z TJ Znojmo 23. místo. V plaveckém maratonu na 10 km startovalo 36 závodníků – Jakub Fichtl (*1984) z SK Radbuza Plzeň obsadil 12. místo, Libor Smolka (*1985) z TJ Krnov 19. místo a Jan Pošmourný (*1988) z KPSP Kometa Brno 24. místo. V závodě na 25 km mužů startovalo 16 závodníků – Rostislav Vítek (*1976) z KPSP Kometa Brno obsadil 9. místo a Libor Smolka (*1985) z TJ Krnov 15. místo.
Smíšená štafeta na 5 km ve složení Jakub Fichtl, Rostislav Vítek a Jana Pechanová obsadila v konkurenci 14 štafet 7. místo.

## Výsledky

### Individuální disciplíny
| Muži                      | Zlato                        | Zlato     | Stříbro                   | Stříbro   | Bronz                  | Bronz     |
| ------------------------- | ---------------------------- | --------- | ------------------------- | --------- | ---------------------- | --------- |
| 5 km                      | Spyridon Janniotis (GRE)     | 52:57,2   | Jan Wolfgarten (GER)      | 53:55,7   | Thomas Lurz (GER)      | 54:04,3   |
| plavecký maraton na 10 km | Thomas Lurz (GER)            | 1:52:48,9 | Jevgenij Dratcev (RUS)    | 1:52:50,6 | Toni Franz (GER)       | 1:52:53,0 |
| 25 km                     | Valerio Cleri (ITA)          | 4:29:00,0 | Joanes Hedel (FRA)        | 4:32:40,9 | Dmitrij Solovjov (RUS) | 4:34:02,4 |
| Ženy                      | Zlato                        | Zlato     | Stříbro                   | Stříbro   | Bronz                  | Bronz     |
| 5 km                      | Rachele Bruniová (ITA)       | 58:50,7   | Britta Coresteinová (GER) | 59:16,1   | Alice Francoová (ITA)  | 59:39,0   |
| plavecký maraton na 10 km | Larisa Ilčenková (RUS)       | 2:00:30,9 | Martina Grimaldiová (ITA) | 2:00:31,4 | Alice Francová (ITA)   | 2:00:32,2 |
| 25 km                     | Margarita Domínguezová (ESP) | 5:38:35,3 | Britta Coresteinová (GER) | 5:39:00,2 | Anna Uvarovová (RUS)   | 5:39:06,6 |

### Štafety
| Mix                  | Zlato                                                          | Zlato   | Stříbro                                                                         | Stříbro | Bronz                                                            | Bronz   |
| -------------------- | -------------------------------------------------------------- | ------- | ------------------------------------------------------------------------------- | ------- | ---------------------------------------------------------------- | ------- |
| 5 km smíšená štafeta | Itálie (ITA) (Rachele Bruniová, Luca Ferretti, Andrea Volpini) | 56:17,5 | Rusko (RUS) (Jekatěrina Seliverstovová, Jevgenij Dratcev, Daniil Serebrennikov) | 57:03,6 | Německo (GER) (Britta Coresteinová, Thomas Lurz, Jan Wolfgarten) | 57:30,0 |

## Medailová bilance
V plavání na otevřené vodě se rozdělilo celkem 7 sad medailí.
| Pořadí | Stát            |       | Muži    | Muži  | Muži  |         | Ženy  | Ženy  | Ženy    |       | Mix   | Mix     | Mix   |  | Muži + Ženy + Mix | Muži + Ženy + Mix | Muži + Ženy + Mix | Celkem |
| Pořadí | Stát            | Zlato | Stříbro | Bronz | Zlato | Stříbro | Bronz | Zlato | Stříbro | Bronz | Zlato | Stříbro | Bronz |  |                   |                   |                   | Celkem |
| ------ | --------------- | ----- | ------- | ----- | ----- | ------- | ----- | ----- | ------- | ----- | ----- | ------- | ----- |  | ----------------- | ----------------- | ----------------- | ------ |
| 1.     | Itálie (ITA)    |       | 1       | 0     | 0     |         | 1     | 1     | 2       |       | 1     | 0       | 0     |  | 3                 | 1                 | 2                 | 6      |
| 2.     | Německo (GER)   |       | 1       | 1     | 2     |         | 0     | 2     | 0       |       | 0     | 0       | 1     |  | 1                 | 3                 | 3                 | 7      |
| 3.     | Rusko (RUS)     |       | 0       | 1     | 1     |         | 1     | 0     | 1       |       | 0     | 1       | 0     |  | 1                 | 2                 | 2                 | 5      |
| 4.     | Španělsko (ESP) |       | 0       | 0     | 0     |         | 1     | 0     | 0       |       | 0     | 0       | 0     |  | 1                 | 0                 | 0                 | 1      |
| 5.     | Řecko (GRE)     |       | 1       | 0     | 0     |         | 0     | 0     | 0       |       | 0     | 0       | 0     |  | 1                 | 0                 | 0                 | 1      |
| 6.     | Francie (FRA)   |       | 0       | 1     | 0     |         | 0     | 0     | 0       |       | 0     | 0       | 0     |  | 0                 | 1                 | 0                 | 1      |
| Celkem | Celkem          |       | 3       | 3     | 3     |         | 3     | 3     | 3       |       | 1     | 1       | 1     |  | 7                 | 7                 | 7                 | 21     |